# 쉔무
《쉔무》(シェンムー, Shenmue)는 전 세가 개발자 스즈키 유가 제작한 액션 어드벤처 게임 시리즈이다. 《쉔무 1장 요코스카》와 《쉔무 II》는 세가 드림캐스트로 처음 발매됐었으며, 《쉔무 III》는 플레이스테이션 4와 마이크로소프트 윈도우로 발매됐다.

## 개요
시리즈로 두 편이 있으며 게임의 이야기는 완결되지 않았다. 1편,2편 모두 드림캐스트로 발매되었으며 2편의 경우는 나중에 XBOX로 컨버전되었다. XBOX용 쉔무는 일본에서는 판매하지 않았고 북미와 유럽 버전으로만 출시되었다. 이게임의 장르는 FREE(Full Reactive Eyes Entertainment)라고 불리지만 흔히 어드벤쳐 게임으로 분류하기도 한다. 처음에는 업소용 게임 버쳐 파이터3 개발 완료 후 기획한 프로젝트로 원래는 세가 새턴용으로 개발하고 있었으나, 세가가 차세대 게임 기기로 드림캐스트를 발매할 예정이었기 때문에 새턴용은 취소되고 드림캐스트로 발매되었다.

## 시리즈

### 쉔무
게임의 무대는 가나가와현 요코스카 시이다.
- 쉔무 1장 요코스카(드림캐스트) 1999년 12월 29일
- 북미판 쉔무 영어 음성판(드림캐스트) 2001년 7월 5일

### 쉔무 II
게임의 무대는 홍콩이다.
- 쉔무 II(드림캐스트) - 2001년 9월 6일
- 쉔무 II + 쉔무 더 무비(XBOX) - 2002년 10월

### 쉔무: 더 무비
- Shenmue The Movie(극장/VHS/DVD) 2001년 9월 극장판, 2001년 12월 비디오판

### 쉔무 3
자세한 사항은 발표되지 않음.

### 쉔무: 더 애니메이션
2020년에 제작 발표가 결정되었으며, 2022년 5월 부터 2022년 7월 까지 방영했다

## 주요 등장 인물
하즈키 료(芭月涼)
주인공. 고교 3년생이지만 부친이 살해당한 이후 학교에 가지 않고 원수를 갚기위해 람제의 뒤를 쫓는다. 성우는 마츠카제 마사야.
링 선화(玲莎花)
쉔무를 관통하는 중심인물이지만 쉔무2에서 엔딩 직전 잠깐만 등장한다. 성우는 이시가키 하즈키.
훙 슈잉(紅秀瑛)
쉔무2에 등장하며 무술의 고수. 성우는 데구치 카요.
런 우잉(刃武鷹)
비버리힐즈워프를 근거지로 하고 있는 깡패. 그러나 료가 위기에 빠질 때면 도와주는 청년. 성우는 하기와라 다쿠미.
웡(ウォン)
쉔무2에 등장하며 첫 등장시 료의 가방을 훔치는 좀도둑이었지만, 나중에는 료를 도와주는 역할을 한다. 성우는 와타나베 구미코.
조이(ジョイ)
쉔무2에 등장하며 금발 머리를 하고 빨간 오토바이를 타고 다니는 아가씨. 성우는 나츠키 리오.
하라사키 노조미(原崎望)
쉔무1의 히로인으로 료의 동급생. 꽃집의 간판 아가씨지만 사건에 휘말리고 만다. 성우는 야스 메구미.
천 야오원(陳躍文)
"진대인"이라 불리며 요코스카를 거점으로 하는 화교계 실력자. 료에게 홍콩행 티켓을 준다. 성우는 나미키 신이치.
천 구이장(陳貴章)
진대인의 아들로 화교 조직의 우두머리. 성우는 사카이 데츠야.
주 위안다(朱元達)
쉔무2에 등장하며 료의 부친인 이와오와 친구 란디의 과거를 아는 유일한 인물. 성우는 기타무라 고이치.
하즈키 이와오(芭月巌)
하즈키 무관의 관장. 란디에게 살해되었다. 성우는 후지오카 히로시.
란디(藍帝)
창룡(蒼龍)이라 불리며 중국 흑사회를 지배하는 치우문(蚩尤門)의 최고 간부. 예전에 이와오가 죽인 자오 쑨밍 (超孫明)의 아들로. 이 때문에 이와오를 살해했는지는 잘 알 수 없다. 성우는 사쿠라이 타카히로.
차이
치우문에 소속되어 있으며 란디의 부하. 성우는 후타마타 카즈나리.
더우뉴(斗牛)
쉔무2에 등장하는 치우문에 소속된 황천회(黄天会)의 보스로 란디의 부하. 성우는 구마가이 마사유키.
위안
쉔무2에 등장하며 더우뉴의 동반자. 성우는 사쿠라이 타카히로.
냐오쑨(鳥隼)
치우문의 남쪽을 맡은 사천왕이라고 불리는 여성 격투가.

## 쉔무 온라인
2004년 8월 PC용 MMPOG형식의 게임으로 MMORPG로 개발이 발표되었다. 2004년 10월에 국내에서 클로즈 베타 서비스도 했지만 2005년 8월 경에 국내 파트너가 교체되는 둥 우여 곡절로 인해 서비스 시행 예정일은 알 수 없다. 2007년 8월 경에 Kikizo Games의 세가 담당 기자의 언급에 의하면 "쉔무 온라인은 실패로 끝났으며, 스즈키씨는 더욱 난처한 입장에 놓인 상태로 현재로써는 쉔무3의 계획은 전혀 없다." 라고 하고 있다.
| 게임     | 메타크리틱                |
| -------- | ------------------------- |
| 쉔무     | (DC) 89%                  |
| 쉔무 II  | (DC) 88/100 (Xbox) 80/100 |
| 쉔무 III | (PC) 70/100 (PS4) 69/100  |

## 같이 보기
- 세가
- 드림캐스트
- XBOX